# Seznam nizozemskih dirigentov
Seznam nizozemskih dirigentov.

## B
- Eduard van Beinum (1900-1959)
- Frans Brüggen (1934-2014)

## C
- Jan Cober (1951-)

## H
- Bernard Haitink (1929-2021)

## K
- Paul van Kempen
- Huub Kerstens
- Ton Koopman
- Pierre Kuijpers (1945-)

## L
- Hans Leenders
- Gustav Leonhardt (1928–2012) (čembalist, muzikolog, ...)
- Dolf van der Linden

## M
- Johan de Meij
- Willem Mengelberg

## N
- Maria van Nieukerken

## O
- Rogier van Otterloo
- Willem van Otterloo

## R
- Daniel Reuss
- André Rieu

## S
- Jaap Schröder
- Jaap Spaanderman

## W
- Edo de Waart
- Bas Wiegers

## Z
- Jaap van Zweden